# Kolegiata Bożego Ciała w Bieczu
Kolegiata Bożego Ciała – kościół parafialny obrządku rzymskokatolickiego w Bieczu o randze kolegiaty. Jeden z najświetniejszych zabytków gotyckiej architektury sakralnej w Polsce z licznymi cennymi zabytkami ruchomymi we wnętrzu. Charakterystyczny akcent w panoramie miasta.

## Architektura
Kościół trójnawowy, konstrukcji halowej, z szeregami kaplic wzdłuż naw bocznych reprezentuje architekturę późnogotycką. Został wzniesiony z cegły i ciosów kamiennych, wykorzystanych jako detale konstrukcyjne i ozdobne. Prezbiterium od zewnątrz zdobione jest ciemniejszą zendrówką, układaną we wzory geometryczne. Bryła i konstrukcja kościoła nie uległy od czasów jego powstania większym przeróbkom. Dobudowano jedynie wieże i zmieniono pokrycie dachu. Zrekonstruowano wystające ponad dach fiale, widoczne na miedziorycie z XVI w., a usunięte w czasie późniejszej restauracji obiektu.
Wielu historyków architektury podkreślało ścisłe związki architektoniczne bieckiej fary, a zwłaszcza jej sklepień, z rozwiązaniami znanymi z krajów południowoniemieckich: Austrii i Bawarii.
Adam Miłobędzki, omawiając małopolskie kościoły murowane przełomu XV i XVI w. pisał:
Wśród kilkunastu hal tego okresu jedynie fara w Bieczu dorównywała skalą i monumentalnością świątyniom wieku XIV. (...) W układzie swym nawiązuje wyjątkowo do wzorca późnogotyckiej hali, skodyfikowanego na początku wieku XV w Bawarii przez Hansa von Burghausen. Formalną doskonałość kwadratowego planu korpusu podnosi zaakcentowanie osi symetrii wejściami przepuszczonymi przez środkowe, zamienione na kruchty kaplice,
Józef T. Frazik z kolei stwierdził, iż:
...sklepienia fary bieckiej są dowodnym świadectwem związków architektonicznych, panujących u schyłku średniowiecza w zakresie struktur sklepiennych, między Małopolską i krajami południowoniemieckimi a przede wszystkim Austrią.

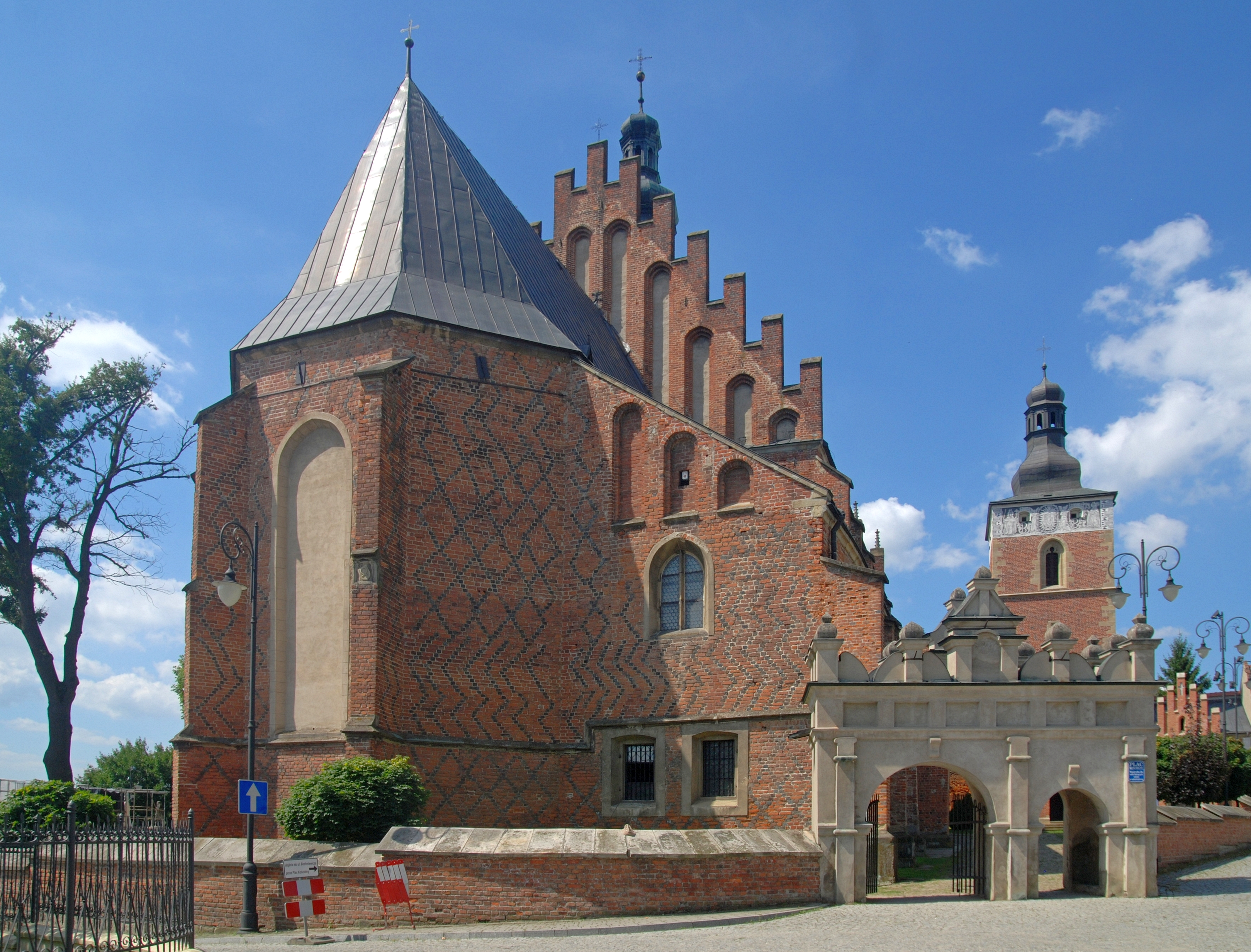
Elewacja wschodnia z bramą
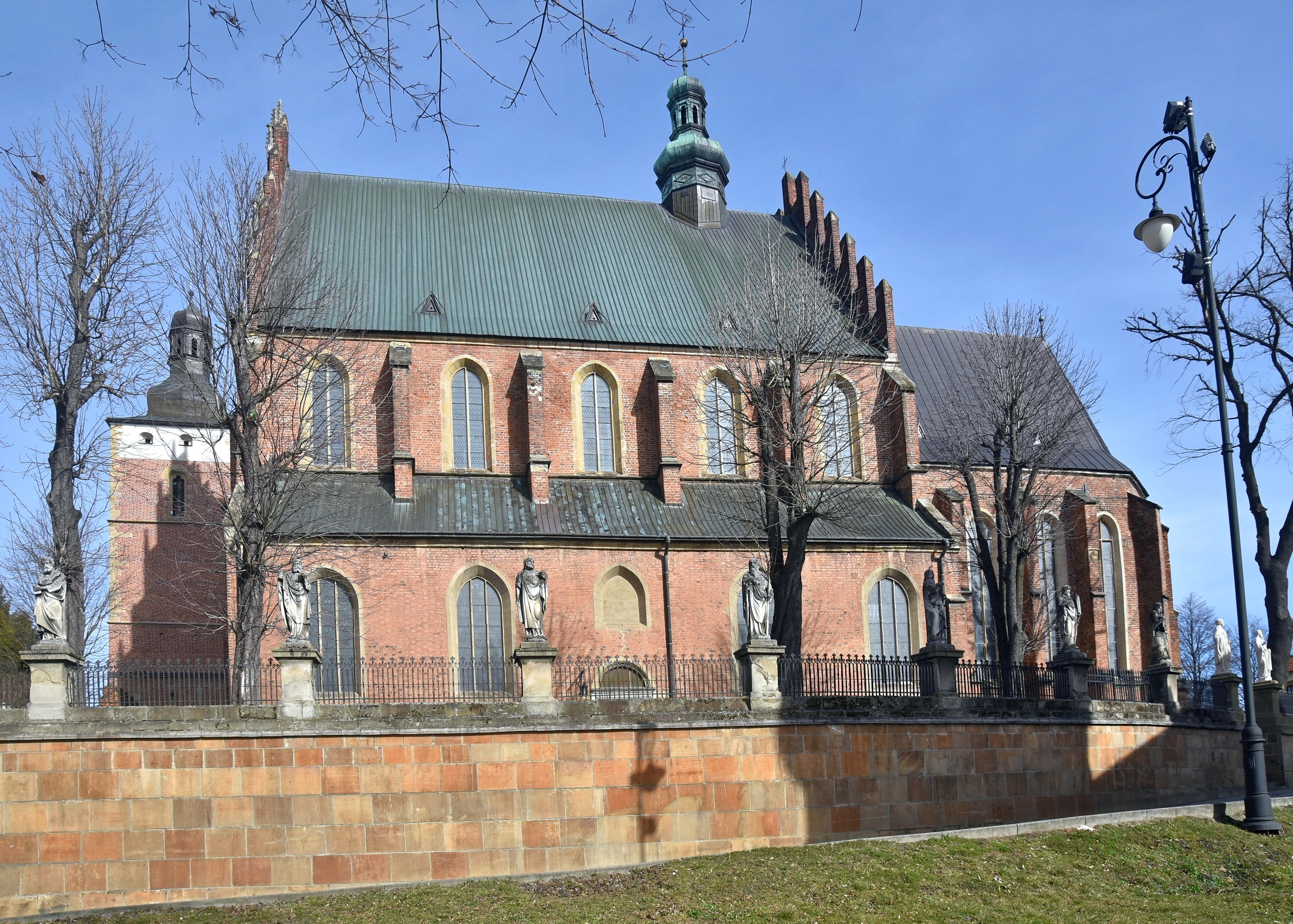
Widok od strony południowej z figurami apostołów
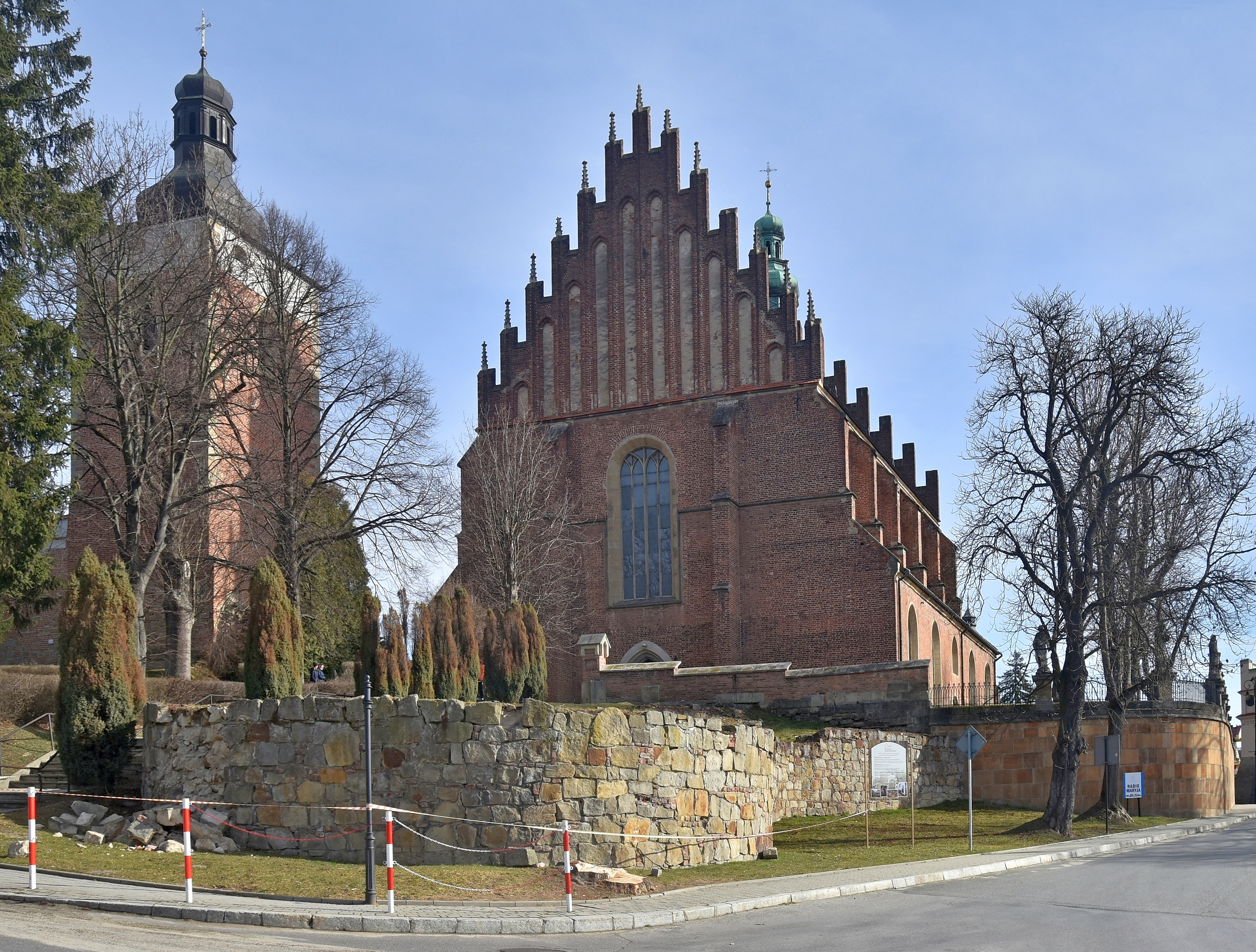
Elewacja zachodnia

## Wnętrze

### Prezbiterium
Najstarszą częścią kościoła jest prezbiterium, ukończone około 1480 r. (na belce tęczowej widoczna data „1482”). Według rejestru zabytków Królestwa Polskiego budowę tej najstarszej części kościoła rozpoczęto już w 1326 r. Szerokie (szersze niż główna nawa), złożone z czterech wąskich przęseł prezbiterium zamknięte jest od wschodu trzema bokami ośmioboku i nakryte ceglanym, ostrołukowym sklepieniem kolebkowym z lunetami, ozdobionym niezwykle bogatą siecią żeber. W przęsłach sklepienia zachowały się dwa czterolistne zworniki z herbami (na jednym herb Biecza, na drugim herb Odrowąż). Na czterech wspornikach żeber ozdobne tarcze; na dwóch z nich widoczne również herby Biecza i Odrowążów, na jednej z dwóch pozostałych nieznany znak - być może gmerk budowniczego.
Przy wejściu do prezbiterium znajduje się XV-wieczna tęcza przedstawiająca scenę ukrzyżowania Jezusa Chrystusa. Po bokach znajdują się stalle z XVII w. Przy samym ołtarzu znajduje się pulpit muzyczny z 1633 roku, będący jedynym takim zabytkiem w Polsce oraz Europie.
Ołtarz został wykonany w 1604 roku. W centrum ołtarza znajduje się XVI-wieczny obraz Zdjęcie z krzyża, z kręgu Michała Anioła. Jest on jednym z trzech takich obrazów na świecie. Nad obrazem znajduje się scena przedstawiająca Zaśnięcie Matki Boskiej, wykonana przez syna Wita Stwosza – Stanisława Stwosza. Najwyżej znajduje się scena koronacji Matki Boskiej, a nad nią rzeźba św. Michała Archanioła. Po lewej znajduje się XVII-wieczny ołtarzyk Niepokalanego Poczęcia, nazywany często drzewem genealogicznym Najświętszej Maryi Panny.
Po obu stronach prezbiterium znajdują się późnorenesansowe, bogato rzeźbione stalle. Po lewej stronie znajduje się Oratorium Świętej Jadwigi, gdzie według legend często się modliła. Od 2006 roku po lewej stronie od Oratorium znajduje się relikwiarz z relikwiami św. Jadwigi.
W prezbiterium świątyni, przede wszystkim na jego sklepieniu zlokalizowane są malowidła Włodzimierza Tetmajera.

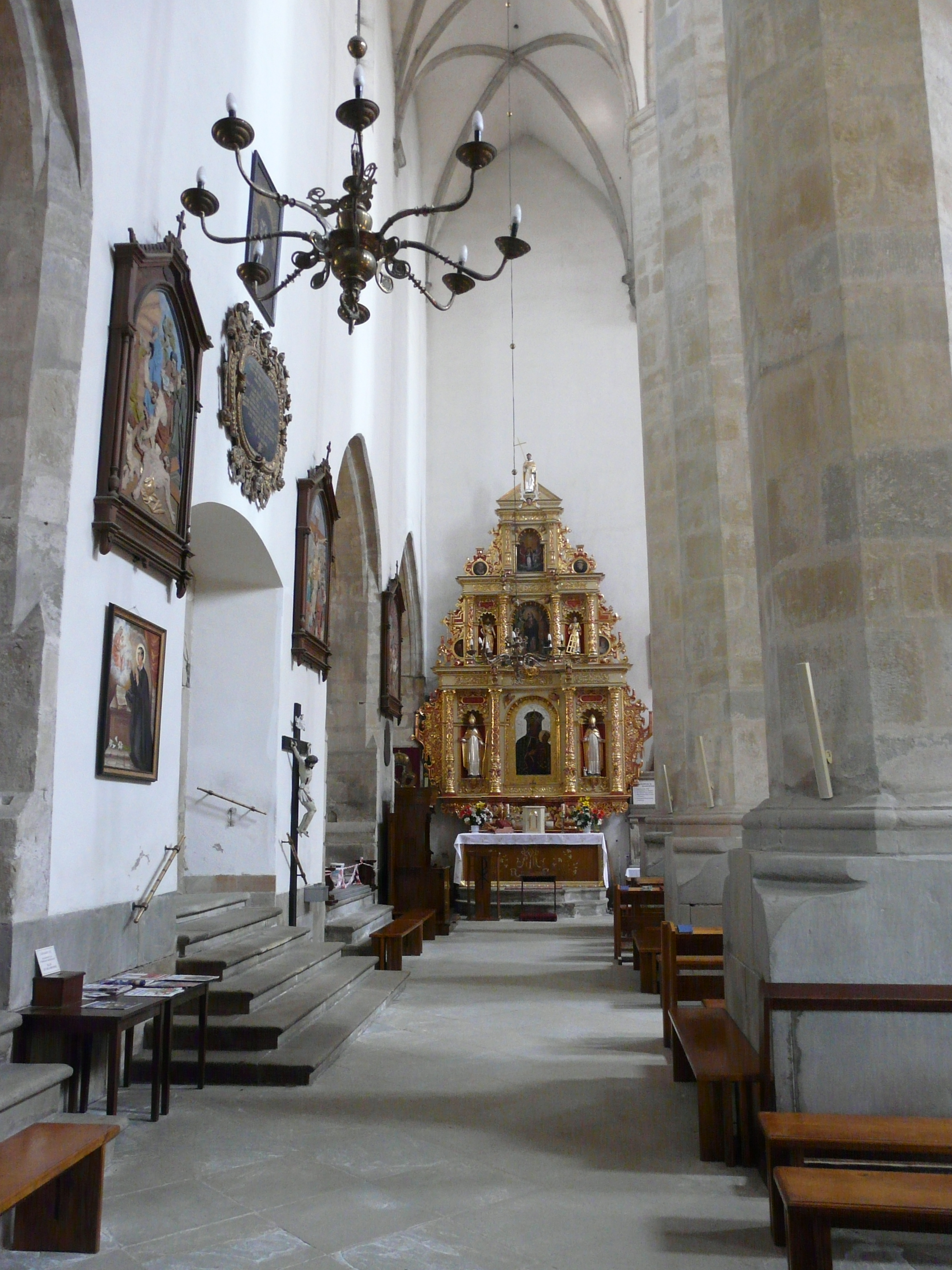
Nawa boczna
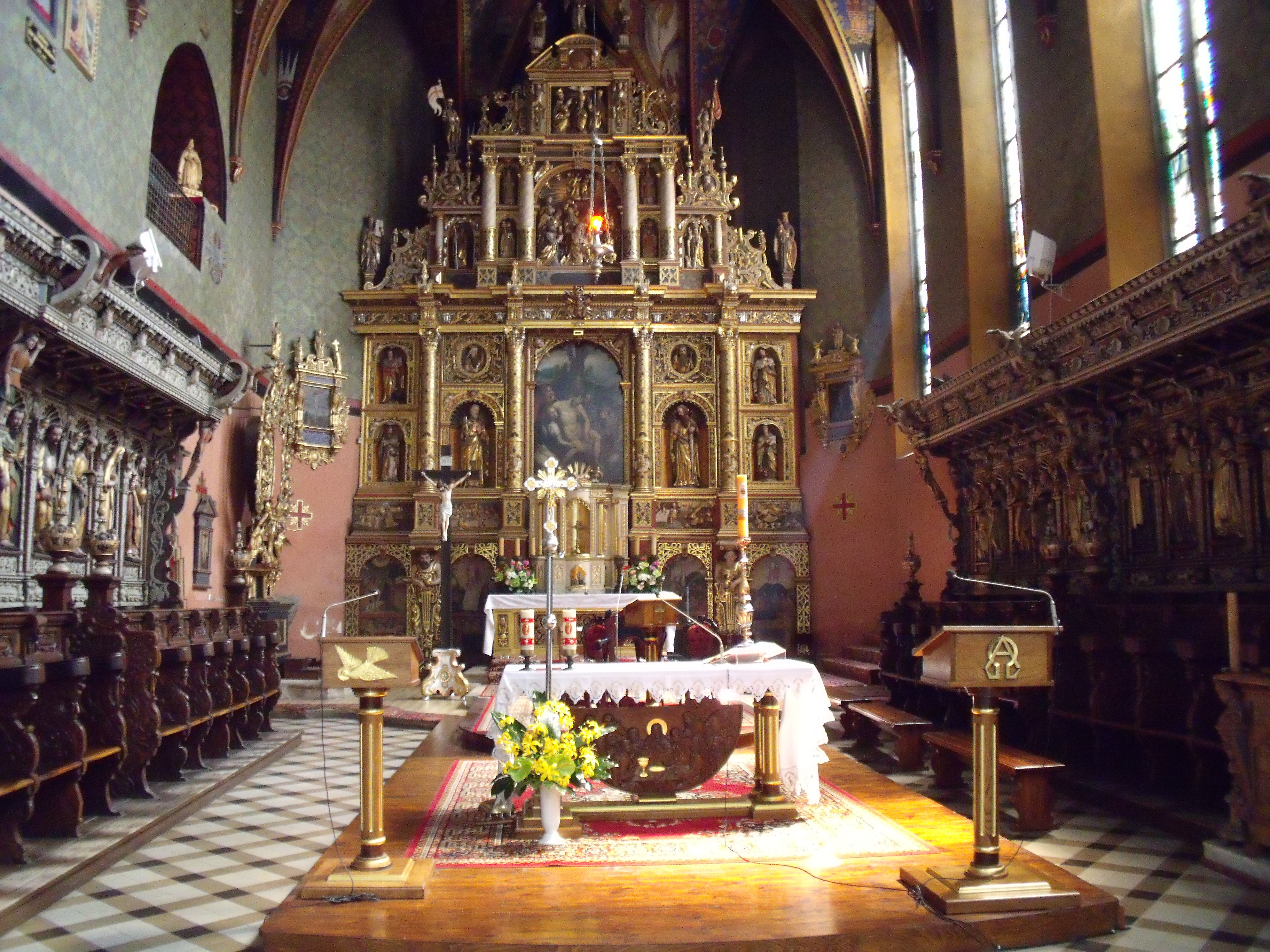
Prezbiterium z ołtarzem głównym i stallami
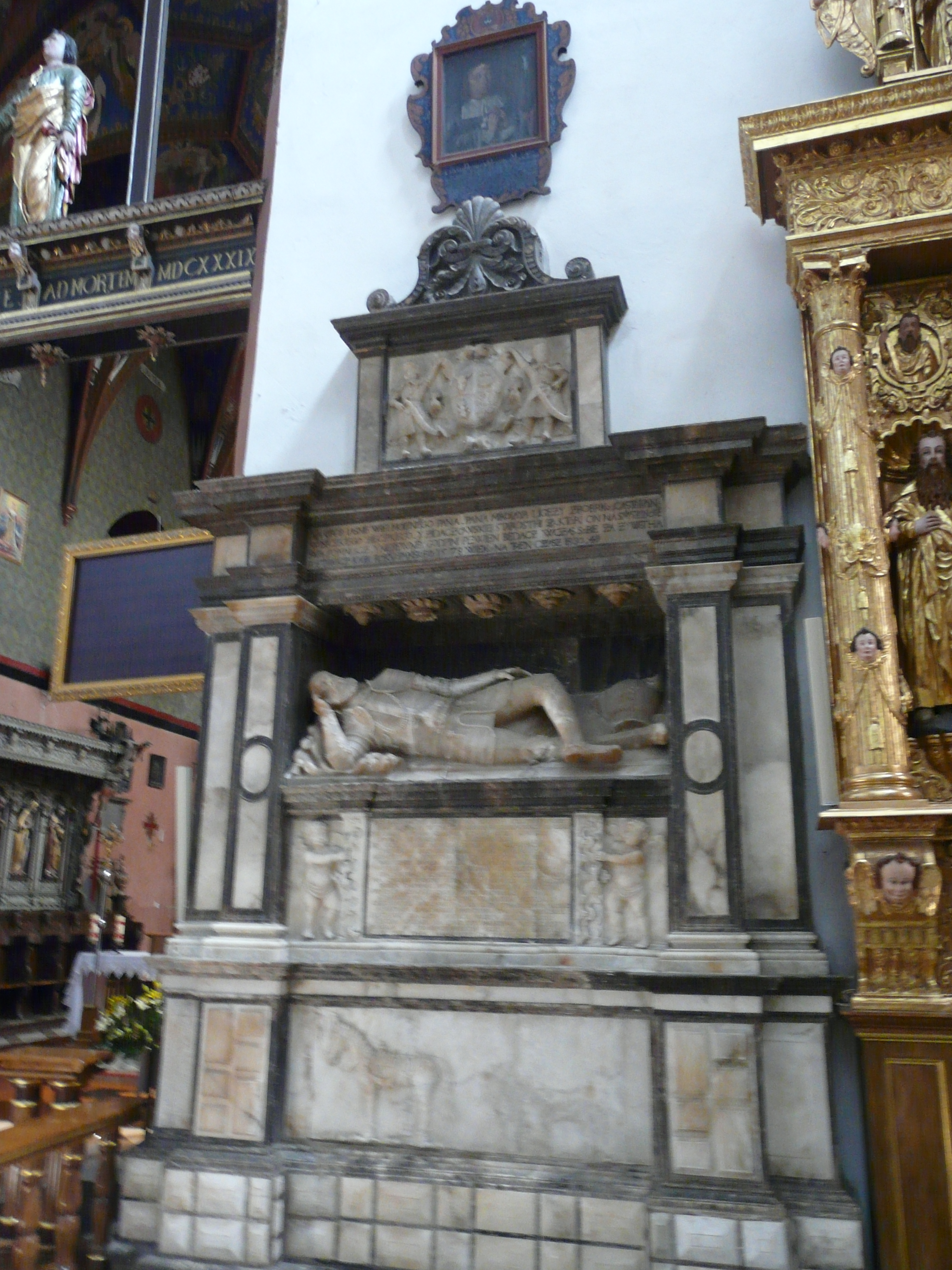
Nagrobek Ligęzy

### Kaplice
Wzdłuż obu naw bocznych znajdują się dwa rzędy po 4 (łącznie 8) kaplic. Znacznie niższe od naw, wzniesione na nieco wyższym poziomie niż nawy, otwierają się ku nim ostrołukowo. Były budowane w latach 1521-1560, a więc już po ukończeniu budowy naw. Adam Miłobędzki pisał:
Kaplice, wstawione między skarpy, przesklepiono ozdobniejszymi gwiazdami; nie włączają się one w przestrzeń nawową w tym stopniu, co wysokie międzyskarpowe kaplice hal gdańskich. Podobnie jak w wykańczanych współcześnie kaplicach krakowskiego kościoła Mariackiego, zewnętrzne ściany łączą się tu w zupełnie gładką „antygotycką” elewację i decydują o bryle fary, która robi wrażenie dość przysadzistego budynku z przewagą podziałów poziomych nad pionowymi.
- Po lewej stronie (patrząc od wejścia) znajdują się:
  - kaplica Kromerowska cechu krawców,
  - kaplica pw. św. Antoniego z Padwy cechu szewców,
  - kaplica pw. Matki Boskiej Gromnicznej cechu stolarzy i snycerzy,
  - kaplica pw. św. Michała cechu tkaczy.
- Po prawej stronie (patrząc od wejścia) znajdują się:
  - kaplica Bonarów, Wielopolskich i Ligęzów,
  - kaplica pw. św. Jana Kantego rodziny Sułowskich oraz cechu piekarzy,
  - kaplica pw. św. Tekli rodziny Hübnerów i cechu rzeźników,
  - kaplica pw. św. Józefa cechu kowali.

W każdej z kaplic znajduje się ołtarz, każdy bogato zdobiony. Dodatkowo w kaplicy św. Tekli znajduje się jedyne w Polsce gwiaździste sklepienie z motywem oka.

### Nawa główna i boczne
Nawa główna i boczne, liczące po pięć przęseł, były zbudowane już w 1519 roku. Całość sklepienia podtrzymuje osiem potężnych kamiennych filarów. Adam Miłobędzki pisał:
W przestrzennym wnętrzu o jasnych gładkich ścianach (skarpy nie są jak na północy Polski wciągnięte do środka) ośmioboczne ciosowe słupy z renesansowymi bazami i głowicami podtrzymują żebrowe sklepienia – krzyżowe naw bocznych i sieciowe, „parlerowskie” nawy głównej,
Na jednym z filarów wisi ambona z 1604 roku, przerobiona w 1697 r. przez Marcina Sarneckiego, mieszczanina i rajcę bieckiego. Na renesansowe tło wykonane techniką intarsji nałożony został barokowy ornament.
W nawie północnej, po lewej stronie prezbiterium, znajduje się ołtarz pw. Matki Boskiej Różańcowej z początków XVII w., późnorenesansowy, złocony, z bogatą ornamentyką roślinną i okuciową. W ołtarzu obraz matki Boskiej z Dzieciątkiem, w typie ikony, z początku XVI w. Przywieziony do Biecza z miasteczka Łojów nad Dnieprem w czasach króla Jana Kazimierza.
Tuż na prawo od ołtarza MB Różańcowej renesansowy nagrobek sędziego bieckiego i posła na sejm w 1569 r. Piotra Sułowskiego, dziedzica Skołyszyna. Kompozycja powstała pod wpływem renesansu włoskiego i zaliczana jest do naszych lepszych dzieł rzeźbiarskich epoki odrodzenia.
Po prawej stronie prezbiterium znajduje się okazały, renesansowy nagrobek kasztelana wiślickiego i starosty bieckiego, Mikołaja Ligęzy, ufundowany przez niego jeszcze za życia, w 1578 r. Wykonany z marmuru i alabastru, prawdopodobnie przez Jakuba Trwałego ze Lwowa. Kilkukondygnacyjny, wyróżnia się lekkością formy i subtelnością wykonania. Najwyższą kondygnację zajmuje kartusz z tarczą herbową, przytrzymywaną przez postacie chłopców w strojach polskich. Poniżej szeroki, dwuokapowy gzyms z okolicznościową inskrypcją, a pod nim, we wnęce, rzeźba przedstawiająca leżącego zmarłego. Pod nią tablica z napisem (w języku polskim), wraz z wnęką obramowane zdwojonymi filarami. Na cokole płaskorzeźba, przedstawiająca konia z rzędem.
Obok nagrobka Ligęzy późnorenesansowy ołtarz św. Anny
Pomiędzy kaplicami Kromerowską i św. Antoniego z Padwy znajduje się pamiątkowa tablica z okazji 400 rocznicy śmierci Kromera. Nad lewym bocznym wejściem znajduje się epitafium rajcy bieckiego Piotra Piotrowickiego zmarłego w 1621 r. Na ścianie obok prawego bocznego wejścia zawieszony jest Chrystus na Krzyżu.
W kościele znajduje się drewniany chór muzyczny wraz z XIX-wiecznymi organami, zbudowanymi w 1898 r. przez Jana Śliwińskiego ze Lwowa. Organy mają charakterystyczne, romantyczne brzmienie, posiadają 22 głosy, 2 manuały, oraz klawiaturę nożną. Instrument działa w oparciu o mechaniczną trakturę gry i rejestrów. Prospekt instrumentu został zaprojektowany przez Sławomira Odrzywolskiego. Pod chórem znajdują się stalle - po jednej stronie późnogotyckie, po drugiej renesansowe.

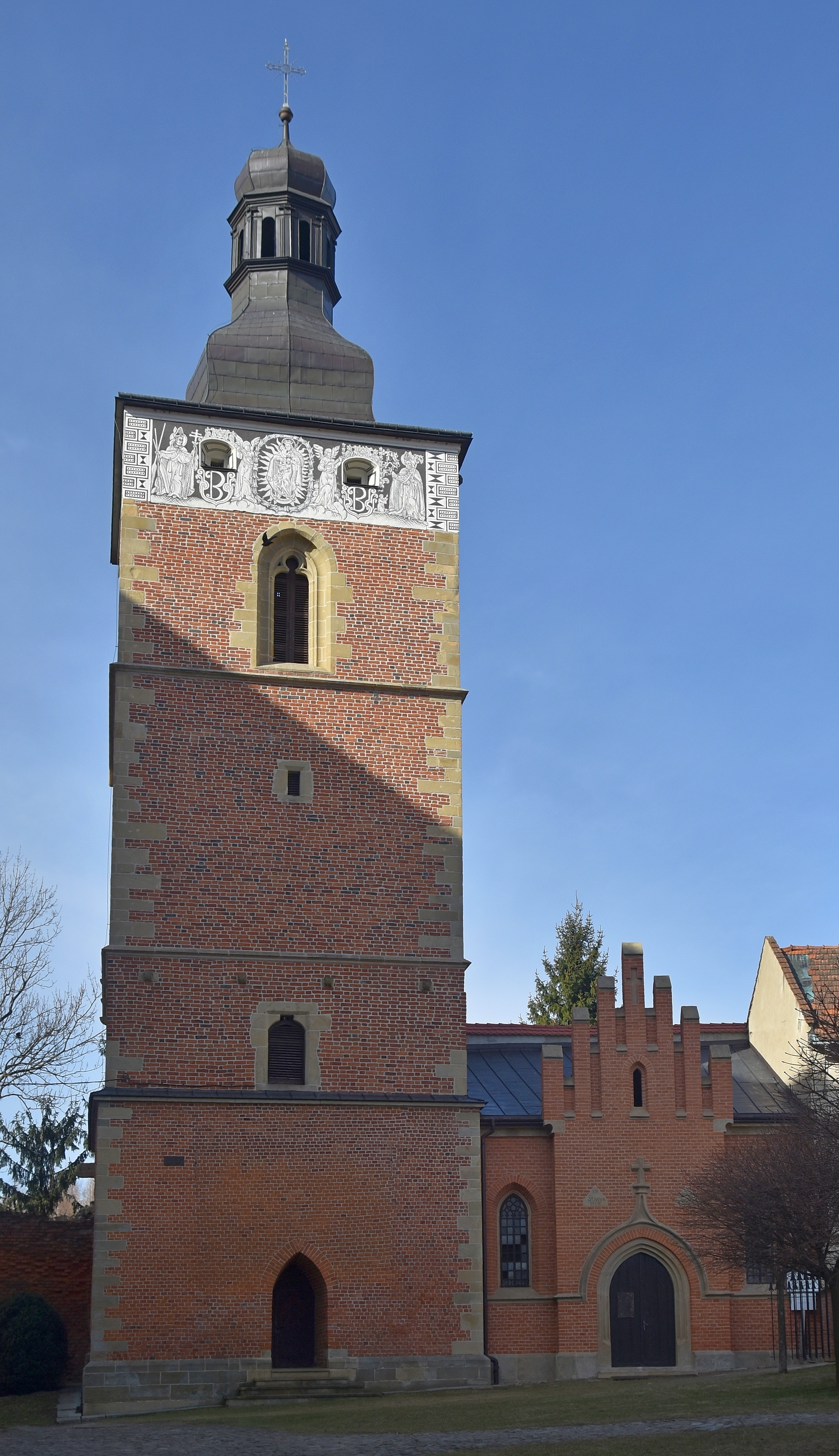
Dzwonnica
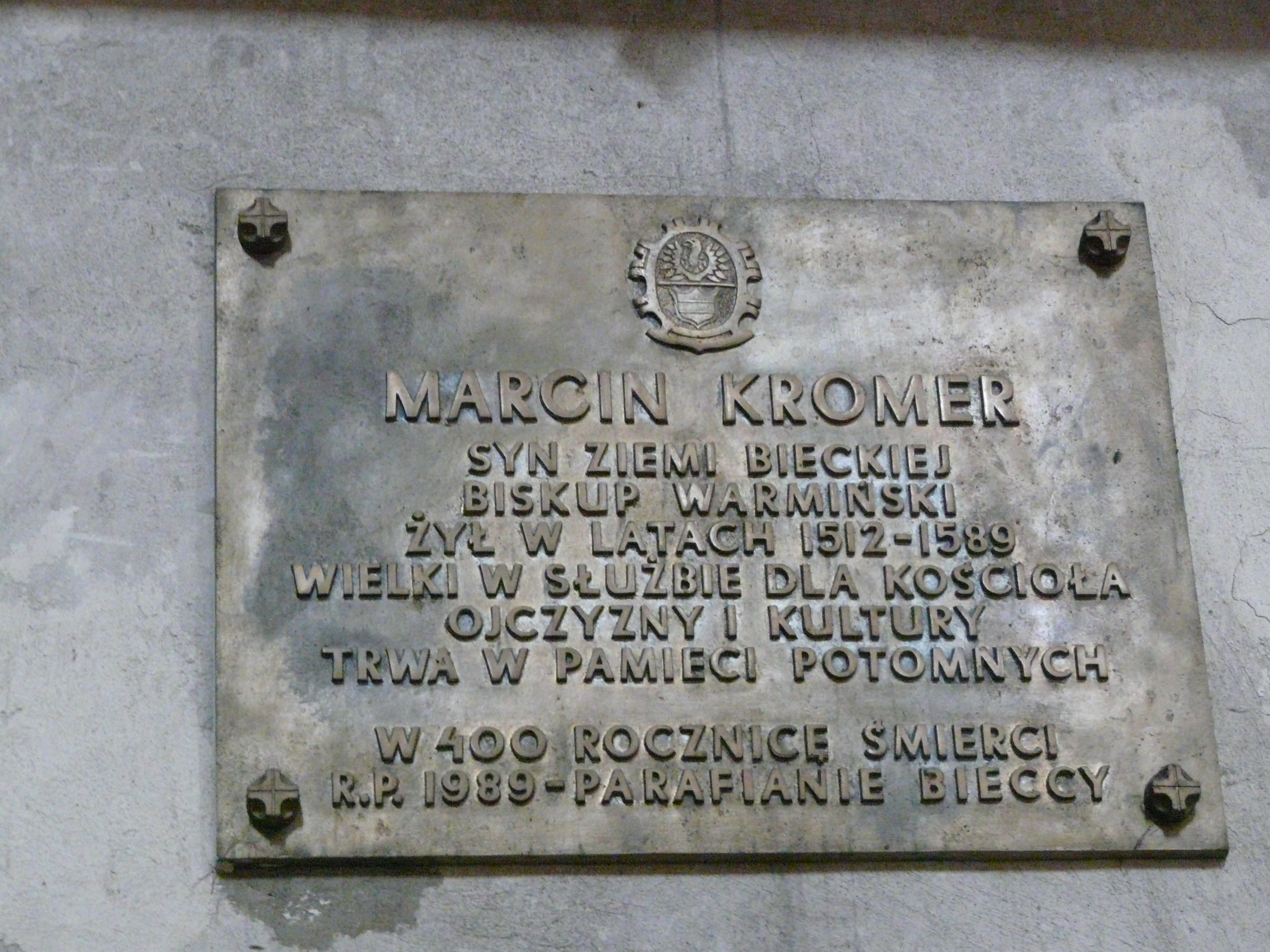
Upamiętnienie Kromera
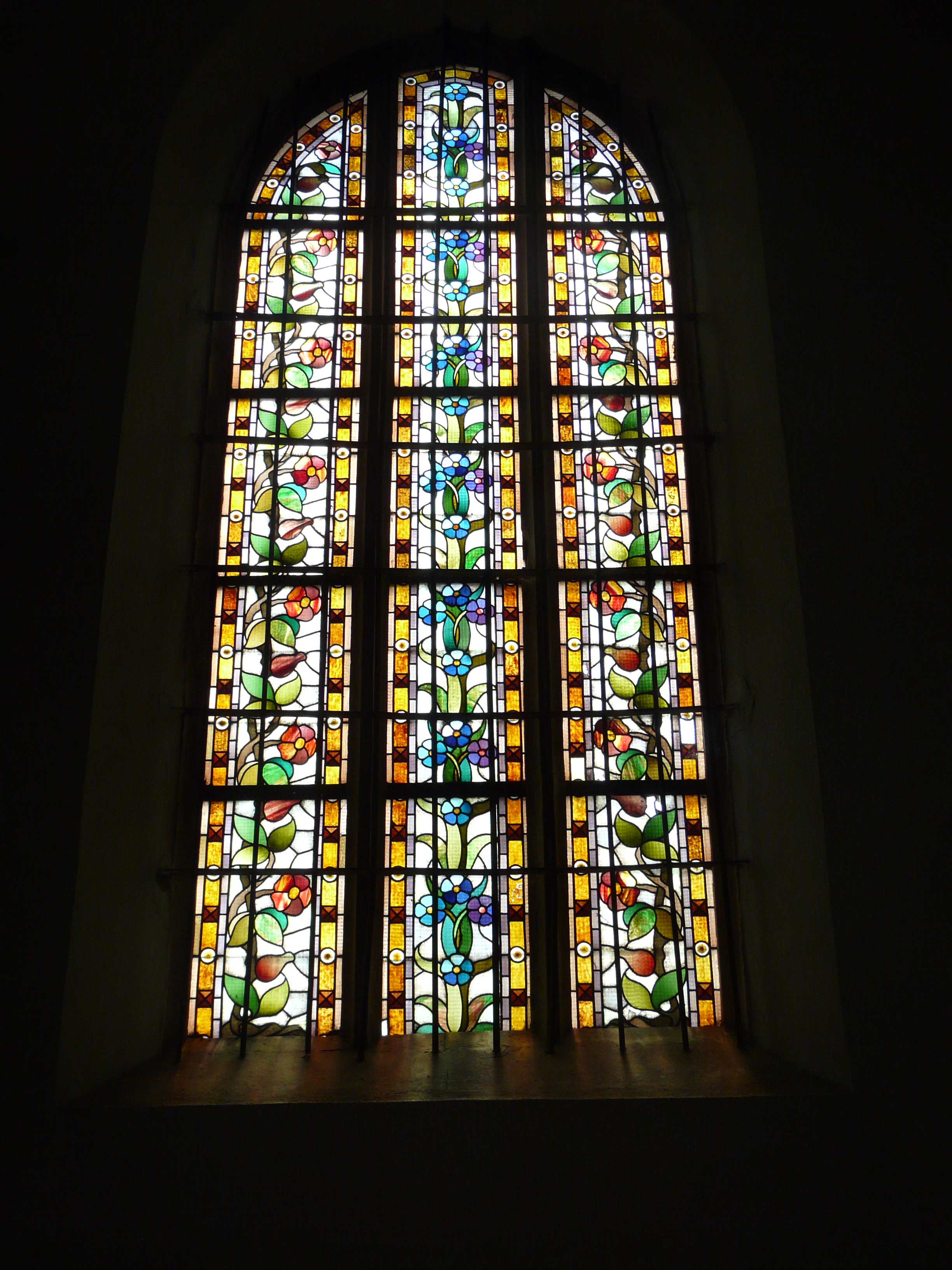
Witraże

## Otoczenie kościoła
Obok kościoła znajduje się późnogotycka dzwonnica z XV w. służąca jako baszta, którą opiekował się cech rzeźników. Obok dzwonnicy znajduje się kaplica św. Barbary, zbudowana w XIX w. w miejscu XV-wiecznej kaplicy. Obok tzw. Stara Plebania, wzniesiona w XVI-XVII w., później wielokrotnie przebudowywana. Jej zachodnią ścianę stanowi fragment dawnego miejskiego muru obronnego. Według miejscowej tradycji stanowi pozostałość po dawnym klasztorze norbertanek (lub klarysek).
Na murze otaczającym kościół od południa znajdują się węgierskie figury przedstawiające Apostołów. U wylotu ul. Kromera w murze tym znajduje się późnorenesansowa bramka z 1 połowy XVII w., usytuowana obok dawnej bramki gotyckiej, zniszczonej w 1992 roku. We wschodniej ścianie bramki wmurowana kamienna, renesansowa płyta z 1570 r. Na płycie, pochodzącej z nieistniejącej już Wyższej Bramy we wschodniej części murów, tarcze herbowe z herbami Półkozic, Trąby i Leliwa oraz napis, wzmiankujący starostę Mikołaja Ligęzę.

## Kościół w literaturze
O Kościele Bożego Ciała pisał w 1878 Filip Szreniawski:

Tuż nad zakrystią, skarbcem warownym 
Ołtarz odwieczny w stylu gustownym, 
Jest to trzynasty oprócz wielkiego. 
Do przemienienia tutaj Pańskiego 
Kapłan mszę świętą czasem odprawi, 
Ludek pobożny pobłogosławi, 
 Tam Oratorium Jadwigi było.